# Nicomedes Santa Cruz
Nicomedes Santa Cruz Gamarra (La Victoria, Lima, 4 de juny de 1925 - Madrid, 5 de febrer de 1992) va ser un compositor decimista afroperuà que va portar la cultura del seu estat a nivell internacional. En Nicomedes Santa Cruz era el germà de Victoria Santa Cruz Gamarra i fou l'oncle de Rafael Santa Cruz Castillo.

## Biografia
Nicomedes Santa Cruz va néixer el 4 de juny de 1925 al districte de La Victoria, a Lima. Fill de Don Nicomedes Santa Cruz Aparicio i de Doña Victoria Gamarra Ramírez, era el novè de du germans. Al concloure l'escola, va treballar com ferrer forjador, ofici que va realitzar fins al 1956, quan es va dedicar a recórrer Perú i el conjunt d'Amèrica Llatina, recitant els seus versos.
Va assumir la feina de fer reviure el folklore afroperuà mitjançant les presentacions d'una companyia teatral que va organitzar, amb la seva germana, Victoria Santa Cruz (1959-61), a través d'actuacions radiofòniques i les seves col·laboracions als diaris Expreso, El Comercio i altres publicacions.
El 1957 va debutar al Teatro Municipal de Chile, amb la Compañía Pancho Fierro, amb un espectacle denominat Ritmos Negros del Perú. També feu incursions en el periodisme, a la ràdio i a la televisió. Poc després, també entrà fugaçment a la política, abandonant-le al cap de poc temps, el 1961. El 1963 va viatjar al Brasil. Entre els seus diversos viatges, Nicomedes, va seuir participant en esdeveniments per a promoure el folklore afroperuà, entre els quals destaca la direcció del primer Festival de Arte Negro, que es va fer a l'agost del 1971 a Cañete (Regió de Lima). El 1974, quan va viatjar al continent africà, va participar en el col·loqui Négritude et Amérique Latine. Aquest any també va viatjar a Cuba i a Mèxic, on va participar en diversos programes televisius. La seva gira internacional també es va dirigir al Japó, a Colòmbia, a Cuba i al Panamà.
El 1980 es va traslladar a Madrid, ciutat on va residir fins a la seva mort. Allà, fou periodista de Radio Exterior de España. El 1987, també va col·laborar en la preparació del disc de llarga duració España en su folclor, que va presentar a diversos països. El 1989 va impartir un seminari sobre la cultura africana a Santo Domingo (República Dominicana) i el 1990 va participar en l'expedició Aventura 92, que va recórrer diversos ports de Mèxic i Centreamèrica. Va morir el 5 de febrer del 1992 a causa d'un càncer de pulmó.

## Discografia
- Gente Morena (1957)

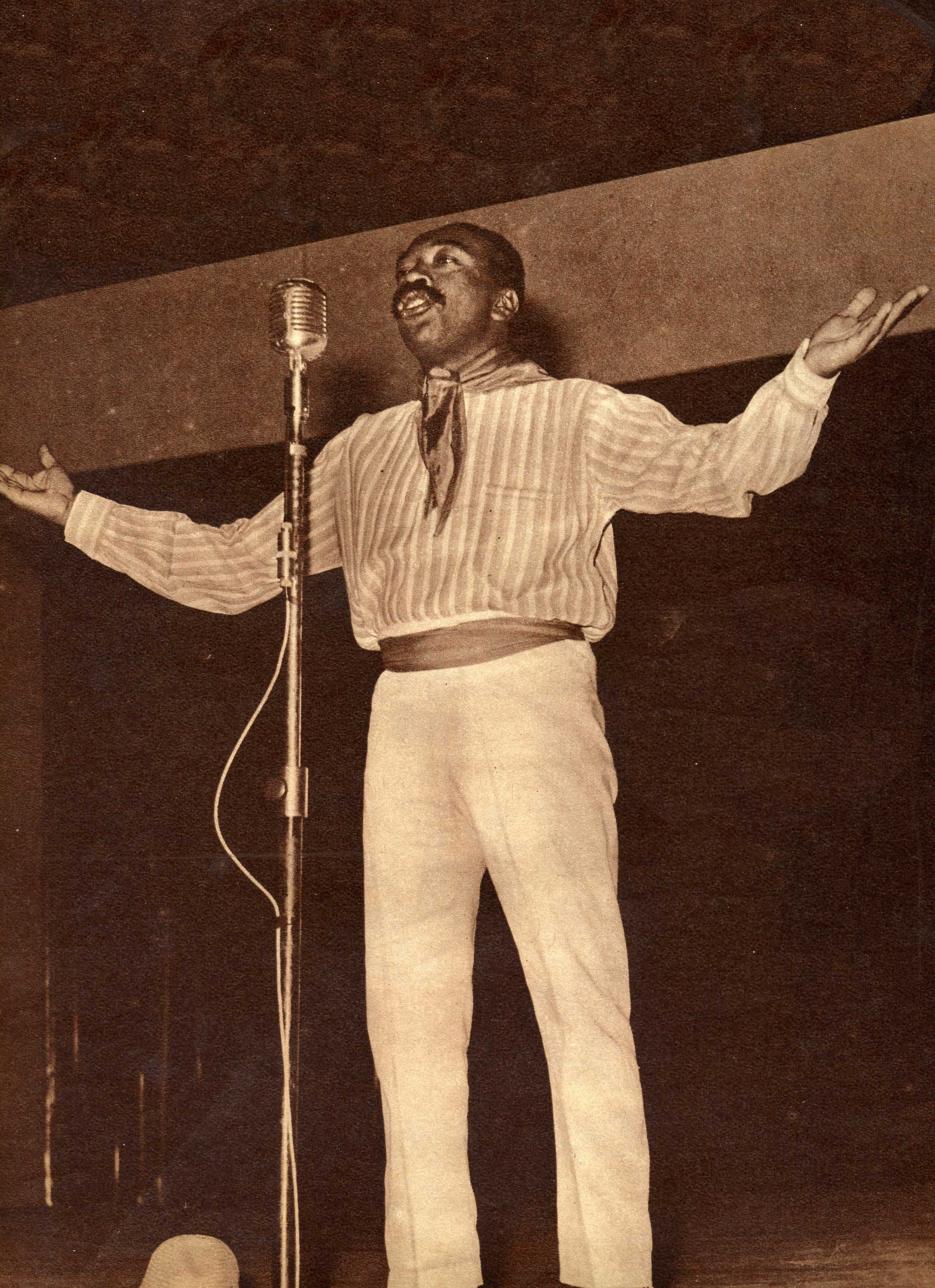
Nicomedes Santa Cruz

- Y su Conjunto Cumanana (1959; Canadà, 1994)
- Ingá (1960)
- Décimas y Poemas (1960)
- Cumanana: Poemas y Canciones (1964)
- Cumanana: Antología Afroperuana (1965, 1970)
- Octubre Mes Morado (1964)
- Canto Negro (1968)
- Los Reyes del Festejo (1971)
- América Negra (1972)
- Nicomedes en Argentina (1973)
- Socabón: Introducción al Folklore Musical y Danzario de la Costa Peruana (1975)
- Ritmos Negros del Perú (1979)
- Décimas y Poemas Vol.2 (1980)
- España en su Folklore (1987)

## Obres escrites
- Décimas (1959, 1960, 1966).
- Cumanana (1960).
- Canto a mi Perú (1966).
- Décimas y poemas: antología (1971).
- Ritmos negros del Perú (Buenos Aires,1973).
- Rimactampu; rimas al Rímac (1972).
- La décima en el Perú (Lima 1982).
- Como has cambiado pelona (chincha 1959).
- Chala (1963).
- De ser como soy me alegro.